# Oleh Chynkarenko
Œuvres principales
Kaharlyk (roman) (2014)
Oleh Chynkarenko (en ukrainien : Олег Шинкаренко), né le 20 février 1976 à Zaporijia, est un écrivain et journaliste ukrainien.  
Il est surtout connu pour son roman Kaharlyk (ukrainien : Кагарлик), un œuvre surréaliste contre-utopique sur la vie hypothétique en Ukraine de 2114. En effet, il s'agit d'une représentation satirique des réalités politiques, sociales et culturelles ukrainiennes et russes à la veille de la révolution ukrainienne de février 2014.